# 欽明路站
欽明路站（日语：／ Kimmeiji eki */?）是位於山口縣岩國市玖珂町，屬於西日本旅客鐵道（JR西日本）的岩德線車站。站名來源於欽明天皇曾造訪過的欽明寺。

## 歷史
- 1990年（平成2年）9月27日 - 岩德線柱野站至玖珂站之間開設此站[1]。為岩德線中最新的一座車站（在JR成立後該線上唯一新車站）。
  - 當時車站地址為山口縣玖珂郡玖珂町（日语：玖珂町）中野口。
- 2006年（平成18年）3月20日 - 隨著岩國市（第二次）成立，車站地址變為山口縣岩國市玖珂町中野口。

## 構造
本站是地面車站，設有1面1線的單式月台。月台建在路堤上，往德山方向的列車會開啟右邊車門。此站是由德山地域鐵道部管理的無人車站，站内沒有設置站房，車站出入口直接連接月台。在月台上則設有簡易自動售票機。

## 周邊
- 笹見川
- 山陽自動車道玖珂停車區（日语：玖珂パーキングエリア）

## 使用狀況
以下為近年使用人次：
| 乘車人次變化 | 乘車人次變化 |
| 年度         | 1日平均人次  |
| ------------ | ------------ |
| 1999         | 63           |
| 2000         | 58           |
| 2001         | 61           |
| 2002         | 87           |
| 2003         | 81           |
| 2004         | 82           |
| 2005         | 77           |
| 2006         | 77           |
| 2007         | 77           |
| 2008         | 71           |
| 2009         | 64           |
| 2010         | 66           |
| 2011         | 59           |
| 2012         | 62           |
| 2013         | 57           |
| 2014         | 53           |
| 2015         | 57           |
| 2016         | 49           |
| 2017         | 55           |
| 2018         | 45           |

## 相鄰車站
西日本旅客鐵道（JR西日本）
■岩德線
柱野－欽明路－玖珂

## 注腳
1. 1 2  . 交通新聞 (交通新聞社). 1996-11-11: 2.
2. ↑  . www.westjr.co.jp.   [2020-12-05]. （原始内容存档于2020-09-26）.
3. ↑  山口縣統計年鑑

## 外部連結
- 欽明路｜車站資訊：JR出門網 - 西日本旅客鐵道（日語）